# Geografia Holandii

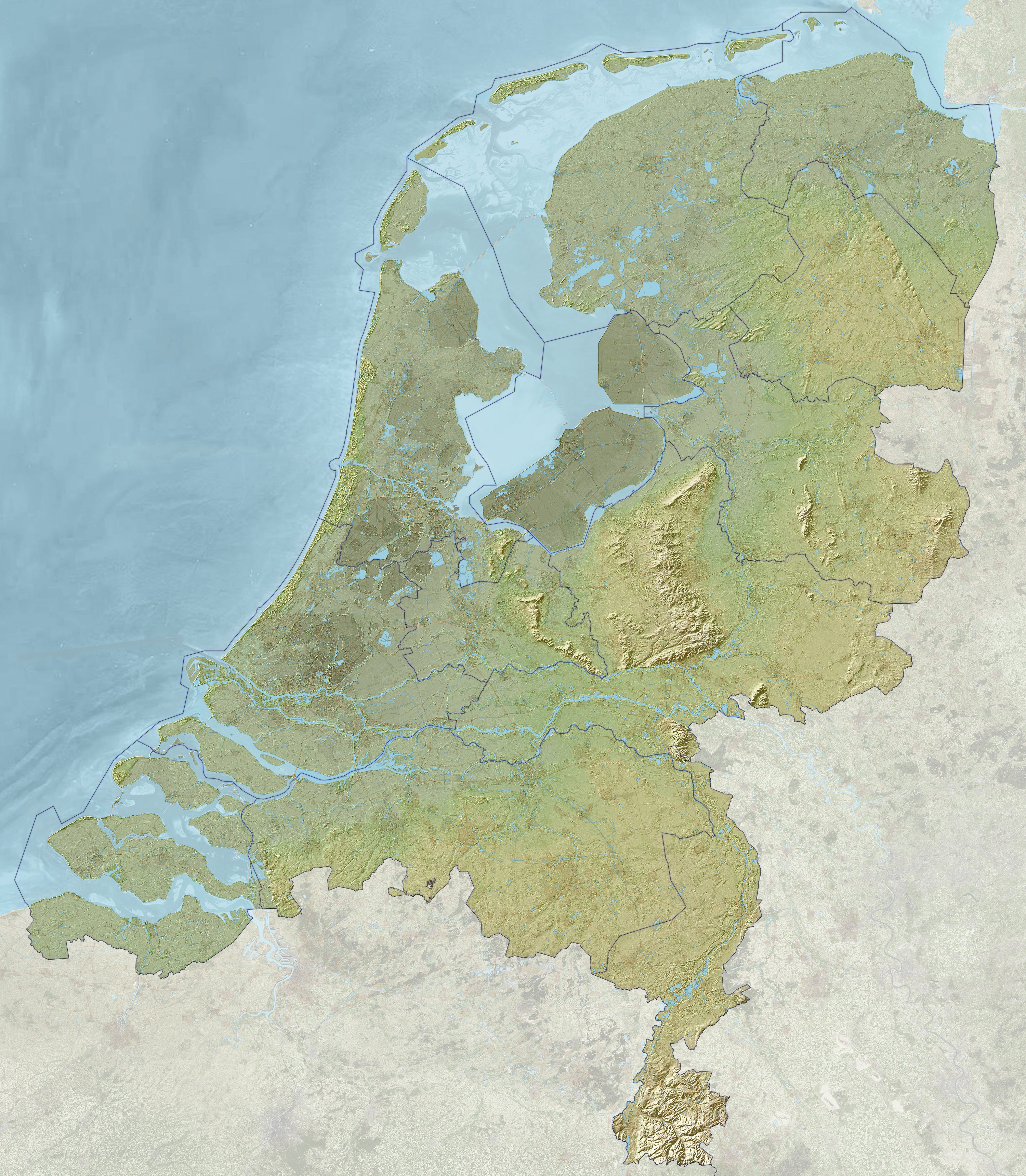
Mapa plastyczna Holandii

Holandia jest państwem leżącym w Europie Zachodniej, nad Morzem Północnym. Dzisiejszy obszar kraju pod względem ukształtowania powierzchni i układu linii brzegowej przeszedł ogromne zmiany jakie wprowadził człowiek w ciągu co najmniej ostatnich 200 lat. Holandia  cechuje się nizinnym krajobrazem i morskim klimatem.

## Powierzchnia i granice
Powierzchnia – 41 526 km² co odpowiada 1/8 powierzchni Polski.
Skrajne punkty: północny 53°33'N, południowy 50°15'N, zachodni 3°21'E, wschodni 7°14'E. Rozciągłość południkowa wynosi 330 km, a równoleżnikowa 270 km.
Holandia graniczy z następującymi państwami:
- Belgia – 450 km
- Niemcy – 577 km
- Francja – na wyspie Sint Maarten w archipelagu Małych Antyli

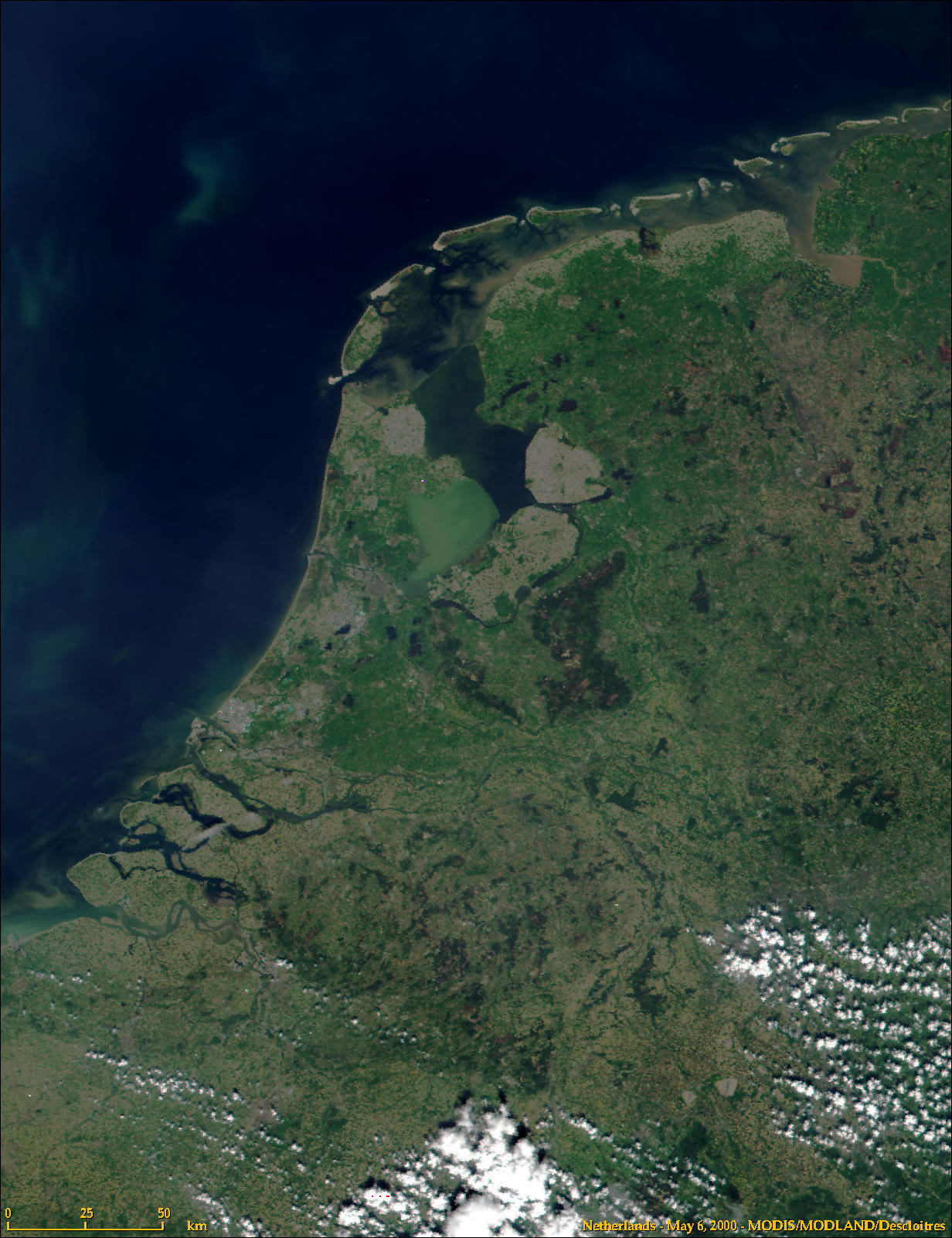
Zdjęcie satelitarne Holandii

Linia brzegowa: obecnie wynosi 750 km, wraz z wyspami ponad 1000 km, ale ulega ciągłemu skracaniu w wyniku prac hydrotechnicznych.

## Ukształtowanie poziome
Linia brzegowa jest silnie rozczłonkowana i rozwinięta, zwłaszcza przy ujściach rzek. W znacznej części tworzą ją piaszczyste plaże. Przy brzegu występują liczne wyspy. Wśród nich są między innymi: Walcheren, Noord-Beveland, Zuid-Beveland i Texel. Linię brzegową urozmaicają wąskie i głęboko wcięte w ląd zatoki na południu kraju, np. zatoka Westerschelde na samy południu kraju i leżącą w jej sąsiedztwie Oosterschelde. Od XII wieku trwa nieustanna "walka" pomiędzy człowiekiem a morzem o każdy centymetr ziemi. Buduje się obwałowania brzegów morskich, koryt rzecznych i kanałów odwadniających.

## Budowa geologiczna i rzeźba
Obszar Holandii podzielony jest na dwie strefy geologiczne. Pierwsze jest obszar nadmorski pokryty osadami z piasków i glin, gdzie występują wydmy osiągające wysokość 20 m. Tereny te ukształtowane zostały w holocenie Druga strefa to obszar leżący dalej w głąb lądu, który uformował się w plejstocenie, a powierzchnię kraju na wschodzie i w części środkowej tworzą wzgórza morenowe (morena spiętrzona), zbudowane przeważnie z piasków i żwirów. Obszary leżąca na północy stanowią obszar moreny dennej. Południowa część kraju to tereny płaskowyżu pokrytego lessem, który wykształcił się na podłożu osadów kredowych. Południowo-wschodnia część kraju to (południowa Limburgia) obszar, który został uformowany podczas wypiętrzeń masywu ardeńskiego.
Holandia jest krajem nizinnym. Niziny te powstały głównie z osadów, naniesionych przez rzeki. Średnia wysokość kraju wynosi 10 m n.p.m. Zachodnia strona Holandii podlega ruchom obniżającym, obszar ten opada 10 cm na 100 lat. Jedną czwartą powierzchni Holandii zajmują depresje. Największą jest Schieland (5,6 m p.p.m.), zaś najniższym punktem Holandii jest depresja znajdująca się na dnie Polderu Księcia Aleksandra, która leży 6,7 m p.p.m. Tereny wyniesione do jednego metra stanowią 35% państwa, a 27% to ziemie wyniesione do 10 m n.p.m. Najwyższe wzniesienie w kraju, góra Vaalserberg, ma  322 m n.p.m. Leży w południowej Limburgii w Ardenach Niskich, na trójstyku granic Holandii, Belgii i Niemiec.

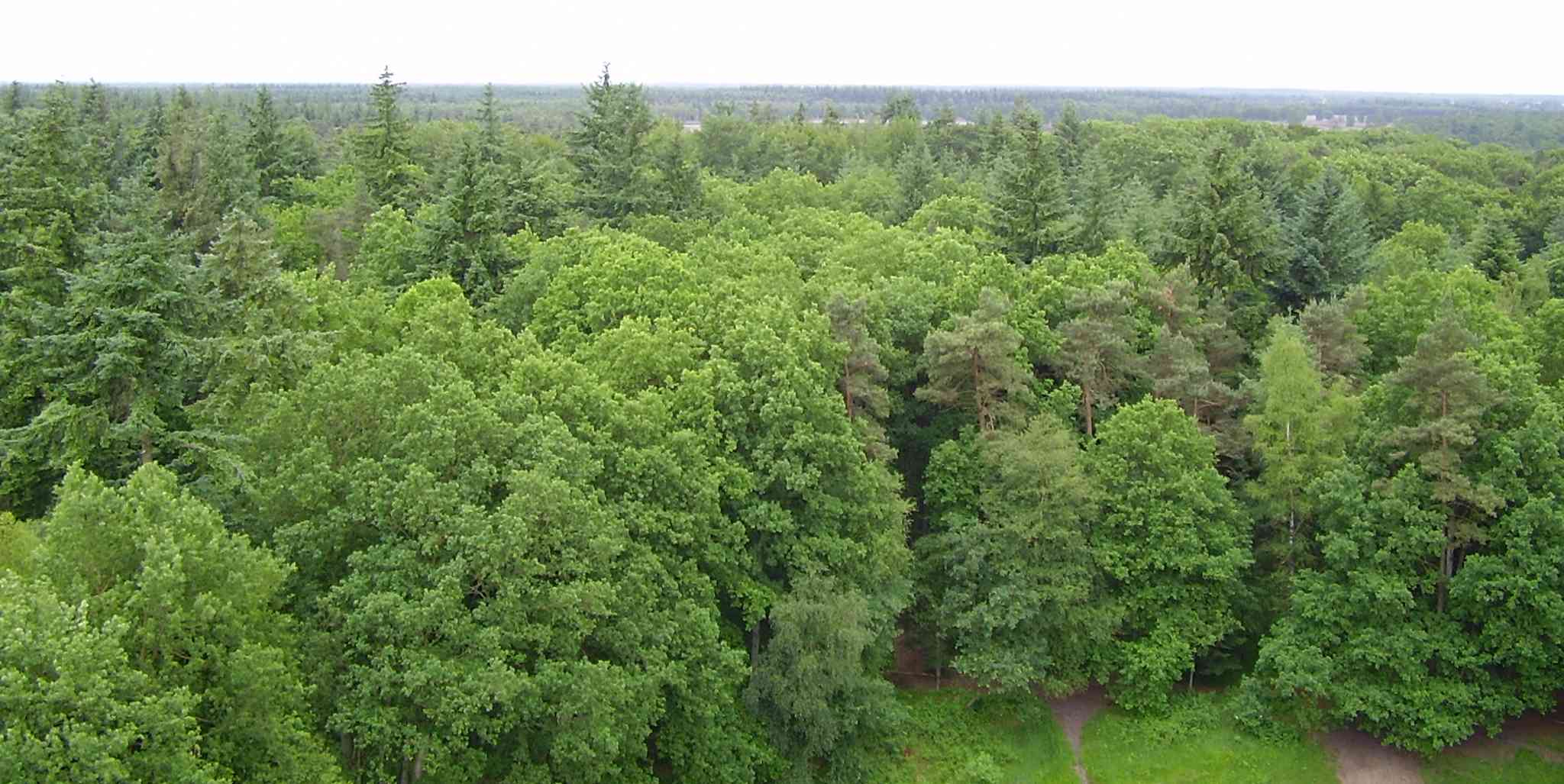
Las w środkowej Holandii

## Klimat
Holandia leży w strefie klimatu umiarkowanego ciepłego i jego morskiej odmianie. Średnia temperatura stycznia wynosi od +1 °C na wschodzie do +3 °C na zachodzie. Natomiast w lipcu od +17 °C do +19 °C, w głębi kraju do +20 °C. Mała amplituda roczna temperatur jest wynikiem zachodnich i południowo-zachodnich wiatrów, które łagodzą upały i chłody zimowe. Zima w Holandii trwa średnio dwa i pół miesiąca, a opady śniegu są rzadkim zjawiskiem. Średnia roczna suma opadów wynosi 750 mm, a największe ich maksimum ma miejsce między lipcem a październikiem. Częstym zjawiskiem są mgły oraz wiatry, liczba dni wietrznych to średnio 360 w ciągu roku. Na wybrzeżu często występują sztormy, powodujące powodzie morskie. Ostatnia taka katastrofalna powódź miała miejsce w 1953 roku.

## Wody
Holandia leży w dorzeczu trzech rzek: Renu, Mozy i Skaldy, tym samym należy do zlewiska Oceanu Atlantyckiego (Morze Północne). Poza nimi wymienić można 3 mniejsze rzeki: IJssel (125 km), Waal (82 km) i Amstel (31 km). Długą tradycję (od VIII wieku) ma tu osuszanie terenów nadmorskich, jezior i zatok, poprzez tworzenie polderów[3]. W 1932 roku powstał zbiornik Ĳsselmeer (1 100 km²) w wyniku odcięcia tamą Afsluitdĳk zatoki Zuiderzee od Morza Północnego. Do największych przedsięwzięć, mających na celu ochronę wybrzeży Zelandii, należy realizacja zadań w ramach Planu Delta. Jego wykonanie w latach 1958–1986 pozwoliło na odgrodzenie tamami, groblami (wyposażonymi w śluzy) ujść Renu, Mozy i Skaldy Wsch. od M. Północnego. W wyniku osuszania powierzchnia kraju zwiększyła się z 33,6 tys. km² (1960) do 41,5 tys. km² (1992). Ważne szlaki komunikacyjne stanowią kanały śródlądowe (długość ok. 5 tys. km) m.in. Księżniczki Małgorzaty, Overĳssel i Amsterdam-Ren.

## Gleby
Na obszarze De Peel między Brabancją Północną a Limburgią występują gleby torfowisk wysokich. Na obszarze nizin nadmorskich gleby torfowisk niskich. Na północ od Renu tereny pokrywają gleby bielicowe. W południowo-wschodniej części kraju na niewielkiej powierzchni występują gleby płowe. W zachodniej części występują ciemne gleby ziemne powstałe na podłożu piaszczystym. Na terenach polderów – marsze oraz gleby brunatne i płowe. Większość gleb w ten sposób została wysuszona po czym zyskano urodzajne gleby.

## Flora i fauna
Roślinność w znacznym stopniu została przeobrażona przez człowieka. Lasy w Holandii zajmują zaledwie 8% i składają się głównie z formacji iglastych, gdzie dominują dwa gatunki: modrzew i sosna. Obszary leśne skupiają się głównie w środkowej części państwa. Niewielkie obszary leśne występują na wschodnim skraju nadmorskich wydm, gdzie rosną buki i dęby. W strefie nadmorskiej rosną wrzosowiska, a wielu miejscach występują torfowiska. W głębi lądu występują słone marsze pokryte sitowiem W znacznej jednak mierze tereny Holandii zajmują tereny rolnicze.
Świat zwierząt uległ znacznemu wyniszczeniu. W Holandii występują gatunki typowe dla zachodniej Europy. Wiele stawów i jezior wykorzystuje się do hodowli ryb. Obszary chronione zajmują 15,6% powierzchni kraju.